# Janina Fijałkowska
Janina Fijałkowska (ur. 24 maja 1936 w Łodzi, zm. 4 listopada 2015) – polska lekkoatletka, brązowa medalistka mistrzostw Polski seniorów w chodzie na 20 kilometrów (2000), medalistka Mistrzostw Polski weteranów w biegach długich, maratonie i chodzie sportowym w kategoriach wiekowych K60, K65, K70 i K75.

## Życiorys
Z wykształcenia technik budownictwa ogólnego. Na przełomie lat 50. i 60. ośmiokrotna finalistka mistrzostw Polski (w biegu na 800 metrów oraz w przełajach). Pracowała w biurze projektowym, a karierę sportową wznowiła po przejściu na emeryturę od 1994 roku trenując biegi. Związana była z klubem AZS Łódź. W 1995 roku została członkiem Polskiego Związku Weteranów Lekkiej Atletyki. Pierwszy maraton na 100 km w kategorii wiekowej K60 wygrała w 1998 roku, od tego samego roku poza biegami długimi i maratońskimi, uprawiała również z sukcesami chód sportowy. Była rekordzistką Polski w chodzie sportowym na wszystkich dystansach w kategoriach wiekowych K60, K65, K70 i K75 oraz w niektórych biegach długich, a także Medalistką Mistrzostw Europy i Świata; w dorobku posiadała 9 złotych i srebrnych medali oraz 3 brązowe.
W 2010 roku została wyróżniona Złotym Medalem PKOl „za zasługi dla Polskiego Ruchu Olimpijskiego”.